# Grad Branek
Grad Branek včasih tudi Malek (nemško Praunegg, Prauneck, Maylegg, Maleck ali Mallegg) je stal na  širokem  izravnanem  pomolu,  na  obronku Kamenščaka, nad dolino Ščavnice oziroma Murskim  poljem, okoli 6 km zahodno od Ljutomerja, med vasema Cezanjevci in Branoslavci. Prvotni grad (ta izraz se uporablja lokalno tradicionalno čeprav je šlo vedno za dvorec),  je bil zgrajen v 16. stoletju na temeljih dvora in obrambnega stolpa iz poznega 14. stoletja. Danes je grad Branek skoraj povsem utilitarno oblikovana podkletena enonadstropna dvostanovanjska stavba s hišno številko Branoslavci 23. Na prvi pogled nič ne kaže, da je to ostanek nekdanje  ugledne  plemiške  rezidence  in  upravnega  središča velikega zemljiškega gospostva. 

## Zgodovina

### Srednji vek
O zgodovini in lastnikih gradu Branek imamo iz srednjega veka zelo malo poročil oziroma virov. Branek  v  srednjeveških  dokumentih  nikoli  ni  omenjen  kot  grad  in  vse  kaže,  da  na  njegovi  lokaciji  v  srednjem  veku  nikoli  ni  bilo  značilne  utrjene  srednjeveške  grajske  stavbe.  Po  drugi  strani  je  ta  lokacija  zelo primerljiva z lokacijami, na katerih so po vsem sedanjem  slovenskem  prostoru  v  13.  in  14.  stoletju  gradili značilne poznosrednjeveške plemiške dvore v obliki stolpov, torej tako imenovane stolpaste dvore. Zgodovinar Fran Kovačič je leta 1926 zapisal, da se je Branek razvil  iz  prvotnega  strelskega  obrambnega  stolpa,  enakega tistim pri Gajševcih, v Lukavcih, Noršincih, Babincih, okoli Razkrižja in drugod.  Fran Kovačič je razvil tezo, da je grad slovensko ime Branek dobil v davni preteklosti, po branišču ali braniku na tej lokaciji, ki da je okoliškemu prebivalstvu med sovražnimi napadi nudil zavetje. Slovensko ime  gradu,  ki  naj  bi  pozneje  prešlo  tudi  na  bližnjo  vas Branoslavci. Druga možna teza je, da je mogoče nastanek Braneka povezati  z  intenzivno  kolonizacijo  širšega  ljutomerskega  območja  po  letu  1200,  ko  se  je  vzhodna  meja  med  Svetim  rimskim  cesarstvom  in  madžarskim  kraljestvom  ustalila  vzhodno  od  poznejše  trške  naselbine  Ljutomer  in  je  salzburška  nadškofija  pred  letom  1242 zgradila grad Ljutomer.  Plemiških stolpastih dvorov ne smemo enačiti s strelskimi  dvori  oziroma  t.  i.  strelci  (sagitarii,  Schützen). Na območju poznejše  slovenske  Štajerske  so se začeli  pojavljati strelski dvori že po letu 1131, po sklenitvi trajnejšega obmejnega  miru  med  salzburškim  nadškofom Konradom  I.  (1106–1147)  in  madžarskim  kraljem  Bélo  II.  (okoli  1110–1141).  Na območjih Radgone, Ptuja in Ljutomera  in  še  zlasti  na  Murskem  polju  je  bilo  tovrstnih dvorov v 13. stoletju zelo veliko in z njimi so bili učinkovito zaustavljeni vpadi Madžarov.  Nekateri plemiški stolpasti dvori so poleg osnovne upravne vloge imeli tudi vlogo strelskih dvorov. Tovrsten dvor bi v poznem srednjem veku utegnil biti tudi Branek. Na območju Branoslavcev je v deželnoknežjem urbarju iz časa med letoma 1280 in 1295 med strelskimi dvori omenjena curia ze Perchtoldn 1 sch(utzelehn) .  Ker  za  Branek  v  tistem obdobju ni drugih oprijemljivih podatkov, se zdi  smiselno  njegov  začetek  povezovati  s  tem  omenjenim  strelskim  dvorom.  Tisti dvor je ime najbrž dobil, po nekem vitezu Bertoldu, ki ga sicer v uporabljenih pisnih  virih  ni  mogoče  zaslediti. Ker  za  Branek  v  tistem obdobju ni drugih oprijemljivih podatkov, se zdi  smiselno  njegov  začetek  povezovati  s  tem  omenjenim  strelskim  dvorom.
Več kot sto let kasneje, leta 1431, je avstrijski vojvoda Albert V. vas Branoslavci – Brunigl  –  skupaj s še nekaterimi drugimi posestvi podelil v fevd Ortolfu Perneškemu ter njegovima bratrancema Viljemu in Juriju Perneškima. Perneški so imeli od tistega leta do 16. stoletja tudi bližnje gospostvo in grad Negova.  Takrat so v fevd prejeli tudi domnevni stolpasti dvor na lokaciji poznejšega gradu Branek. Ob glavni stavbi, ki je imela najverjetneje obliko čokatega stolpa, so gotovo stala stranska gospodarska poslopja. Grad in gospostvo je med leti 1453 – 1458 imel v fevdu Viljem Braneški, leta 1494 je bil fevdnik Jernej Braneški zase in za Matjaža in Štefana Braneška.  
Leta  1477  naj  bi  Ljutomer v t. i. ogrski vojni med madžarskim kraljem Matijem Korvinom (1443–1490) in cesarjem Friderikom III. (1415–1493) požgal Korvinov pristaš grof Jurij Zagorski. Vojna, ki je tistega leta izbruhnila, je trajala  do  leta  1490  in  v  njej  so  Korvinove  čete  zasedle tudi številne gradove na Štajerskem. Leta 1487 so  z  obleganjem  razdejale  in  zavzele  tudi  grad  Negova, ki je bil v rokah cesarskega vojskovodje Jerneja Perneškega (okoli 1440–1506/1507). Zgolj ugibati je mogoče, ali je bil takrat poškodovan tudi Branek, ki  je  bil  –  prav  tako  kot  Negova  –  v  posesti  Jerneja  Perneškega. Znova so ga pridobili leta 1492. Njegov lastnik Jernej Perneški je umrl leta 1506 brez moških potomcev. 

### Novi vek
Branek na začetku druge četrtine 16. stoletja ni  bil  več  perneška  posest,  marveč  je  prešel  –  mor-da  kot  deželnoknežji  zakupni  fevd  –  v  roke  Franca  pl.  Herbersdorfa  (okoli  1490–1566).  Leta  1527,  ko je  za  območje  Štajerske  v  zvezi  z  organizacijo  protiosmanske  obrambe  nastal  posebni  davčni  popis  glavarine,  sta  bila  dvor  oziroma  grad  Branek  –  hof Preuneck, Prawnakh, Pravneckh schlos – in vas Branoslavci – Pravneckh dorff – skupaj s pripadajočo posestjo na območjih Negove, Močne, Ormoža, Obreža,  Koga,  Jamne,  Trnovcev,  Radmerja,  Branoslavcev  in  Radoslavcev  v  rokah  Franca  pl.  Herbersdorfa  (Herberstarff ).. Sočasni omembi Braneka kot dvora in kot gradu, kažeta, da so prav v tistem času nekdanji dvor nadomestili z večjim gradom. Vse kaže, da je okoli leta 1527 na temeljih starega obrambnega stolpa Branek Franc pl. Herbersdorf zgradil novi grad.  Leta 1540 je bil Branek pomemben utrjen grad in ne zgolj manjši dvor. Podatki o življenju Franca pl. Herbersdorfa nam lahko povedo o nastanku gradu. Franc je bil prvi član te znane štajerske plemiške rodovine, ki se je imenoval po Braneku – Herr auf Praunegg. Bil je član  štajerskega  deželnega  odbora  in  je  zaslovel  kot  oče 23 otrok. Od leta 1519 oziroma 1520 je bil poročen z Amalijo pl. Waideck (okoli 1500–1542), po njeni smrti pa se je leta 1543 poročil  z  Elizabeto  baronico  Herberstein.  Po  njeni  smrti se je na svojem matičnem gradu Herbersdorf v kraju Vsisveti pri Vildonu na avstrijskem Štajerskem leta 1564 poročil še tretjič – tokrat s Katarino pl. Gleispach († 1598). V prvem zakonu se mu je med letoma 1520 in 1542 rodilo kar 14 otrok. V drugem zakonu  se  mu  je  med  letoma  1543  in  1563  rodilo še devet otrok. Ko  je  Franc  pl.  Herbersdorf  leta  1566  umrl,  so ga pokopali v župnijski cerkvi sv. Jurija v kraju St. Jurij an der Stiefing blizu Wildona, ob njegovih starših in drugi ženi. 
Franc  pl.  Herbersdorf  (okoli  1490–1566)  se  je  gradnje  novega  gradu  najverjetneje  lotil  po svoji prvi poroki leta 1519 oziroma 1520. Najverjetneje vse štiri obodne stene sedanje stavbe – vsaj do vrha pritličja, domnevno  pa  do  vrha  prvega  nadstropja,  –  lahko datiramo v prvo  polovico 16. stoletja. V tisti čas je mogoče smiselno  datirati  tudi  visoki  glavni  grajski  stolp,  ki  je  na  omenjenih  vedutah  iz  let  1618  in  1641  upodobljen  s štirikapno piramidasto streho. Vse kaže, da je Branek okoli leta 1527 dobil značaj  utrjenega  gradu  in  sicer  z  arhaično  zasnovo  visokosrednjeveškega  regularnega  obodnega  gradu  z  dvonadstropno bivalno stavbo v maniri srednjeveških palacijev, visokim štirinadstropnim obrambnim stolpom v maniri srednjeveških bergfridov ter širšim pravokotnim dvoriščem z obodnim obzidjem. Novo  obzidje  je  omogočilo  razbremenitev  prvotnega  dvoriščnega  obzidja  in  gradnjo  dveh  novih  dvonadstropnih  stranskih  oziroma  bočnih bivalnih grajskih traktov na severozahodni in jugovzhodni strani notranjega grajskega dvorišča. Trakta so morda gradili postopno in ju  dokončali  šele  okoli  leta  1600,  vsekakor  pa  pred  letom 1618. Franc pl. Herbersdorf je tako zasnovani grajski stavbi dal tudi vlogo močnega protestantskega središča oziroma središča protestantizma na vzhodnem Štajerskem. Nasledniki  Franca  pl.  Herbersdorfa so  se  po  Braneku  kot  plemiči tudi uradno imenovali oziroma nosili naslov Herr  auf  Praunegg  ali  Prauneck  –  gospod  na  Braneku. Po  smrti  Franca  pl.  Herbersdorfa  leta  1566  je  grad  Branek  s  pripadajočim  gospostvom  pripadel  njegovim preživelim sinovom Andreju (1543–1602), Karlu  (1547–1606),  Otonu  (1551–1601),  Gašperju  (1555–1593) in Ulriku (1560–1589). Po  smrti  Franca  pl.  Herbersdorfa  leta  1566  je  grad  Branek  s  pripadajočim  gospostvom  pripadel  njegovim preživelim sinovom Andreju (1543–1602), Karlu  (1547–1606),  Otonu  (1551–1601),  Gašperju  (1555–1593) in Ulriku (1560–1589). Glavno besedo pri upravljanju posesti – matičnega Herbersdorfa in  najverjetneje  tudi  Braneka  –  je  imel  na  začetku  najstarejši  Andrej,  ki  je  bil  kot  edini  od  bratov  katoličan,  od  leta  1571  poročen  z  Barbaro  pl.  Gleispach,  in  po  njeni  smrti  od  leta  1581  z  Livijo  Emilijo grofico Arco († 1607), dvorno damo nadvojvodinje  Marije  v  Gradcu.  Leta 1602 je postal baron in se je imenoval tudi po Braneku – von und zu Herbersdorf auf St. Ulrich und Prauneck. Andrej je umrl leta 1602. Grad in gospostvo Branek sta v celoti pripadla njegovemu mlajšemu bratu Karlu baronu Herbersdorfu. Vendar je na Braneku gospodoval že pred 1580. Po  smrti  prve  žene  leta  1582,  ki  mu  ni  zapustila  otrok, se je leta 1583 znova poročil; tokrat z Ano, ki je bila hči Sajfrida pl. Eggenberga in mu je rodila dve hčeri.   Zdi  se,  da  je  najbrž  prav  on  dokončal  gradnjo obeh stranskih traktov na gradu Branek, ki ju je domnevno  začel  graditi  že  njegov  oče. Tako  kakor  njegov  oče  in  mlajši brat Oton je bil goreč protestant ter ena najvidnejših protestantskih osebnosti na vzhodu Štajerske. Približno  leto  dni  pred  smrtjo  braneškega  gospoda  Karla  barona  Herbersdorfa,  leta  1605,  so  Osmani  in  madžarski  Hajduki  prodrli  do  črte  Ormož–Ljutomer–Radgona–Monošter in zelo opustošili širše območje Ljutomera  ter  do  tal  požgali  trga  Ljutomer  in  Veržej. Po smrti Karla leta 1608 je Branek pripadel Ani  Mariji  pl.  Gloyach,  roj.  Herbersdorf, (†  1647),  ki  je  bila  tretja  hči  Andreja  barona  Herbersdorfa. 

### Grad Branek v 17. stoletju
Okoli leta 1609 je Branek dobil novega lastnika. Kupil ga je  Janez  Franc  pl.  Meylgräb(n)er  (†  1626),  vojaški  svetovalec  in  poveljnik  v  Slavoniji,  ki  je  leta  1609,  skupaj s svojimi štirimi mlajšimi brati Hieronimom, Salomonom,  Karlom  in  Emerikom,  od  cesarja  Rudolfa  II.  prejel  pravico  do  uporabe  plemiškega  naslova von Meileck – z Braneka. Leta 1611 se je naštetih pet bratov uvrstilo med člane štajerskih deželnih stanov.  Leta  1621  je  Janez  Franc  pl.  Meylgräb(n)er  skupaj z bratom Salomonom postal baron z nazivom von und zu Meylegg.   Leta 1622 je cesar Ferdinand II. dovolil, da se smeta vojni svetovalec, oficir in poveljnik Koprivnice Janez Mellgruber (tudi Meilgraber)  pl.  Braneški  –   von  und  zu  Maleck –  in  njegov  brat Solomon po povzdigu v baronski stan imenovati barona  Braneška  na  Braneku  –   von  dem  Schloss  und  Ort  vor  disem  Prauneggen,  aniezo  aber  auf  Ier  Majt.  gnedigiste  Bewilligung  und  Befreyung  Meillegg  genannt . Med letoma 1606 in 1621 je Branek dobil novo nemško ime; staro ime Praunegg (Braunegg) je nadomestilo  ime  Meylegg. Janez  Franc  pl.  Meylgraber  ni  bil  poročen  in  je  umrl leta 1626 v Ulmu v Nemčiji. Pokopali so ga na  Štajerskem v podružnični cerkvi sv. Ulrika blizu dvorca Frauenthal  na  obrobju  Lonča/Deutschlandsberga,  kjer  je  še sedaj ohranjen njegov nagrobni spomenik z vklesanim  obsežnejšim  besedilom.  Po  njem  je  Branek  dedoval njegov mlajši brat Salomon baron Meylegg (†  1650),  ki  je  bil  od  leta  1625  poročen  z  Marijo  Elizabeto baronico Schrott († 1639). Ta je imel od leta 1630 glavno rezidenco v dvorcu Frauenthal in je Branek leta 1631 prodal Gašperju II. grofu Draškoviću (1605–1664), ki je imel tudi sosednjo gospostvo z  gradom  Gornji  Ljutomer.  Drašković  je  od  takrat  nosil  tudi  plemiški  naslov  gospod  na  Ljutomeru  in  Braneku – Herr zu Luttenberg und Mallegg.
Drašković je imel glavno rezidenco na ljutomerskem  gradu,  Branek  pa  je  uporabljal  kot  občasno  rezidenco. 11.  februarja  1646  na  gradu  Branek  priredil  imenitno  poročno  slavje  za  svojega  edinega  preživelega  otroka,  hčer  Marijo  Evzebijo  (1631–1651), in njenega ženina Nikolaja grofa Zrinskega  (†  1662). Marija Evzebija je že pet let pozneje umrla in ni zapustila otrok. Po  letu  1651,  po  smrti  svoje  hčere  Marije  Evzebije, se je zapletel celo v oborožene spopade s svojim bivšim zetom Nikolajem grofom Zrinskim († 1662) in s svojo sestro Saro baronico Szeczy oziroma Rima−Seči († 1673). V tistih spopadih sta bila poškodovana tudi ljutomerski grad in Branek. Zgodovinar Hans Pirchegger je objavil podatek iz popisa leta 1664, da je bil Branek  zaradi  teh  spopadov  povsem  uničen  in  sesut;  vrata in okna so bila iztrgana in ostalo ni nič železnega. Zadolženi grof Drašković je okoli leta 1658 Branek dal v najem oziroma zakup Tomažu Ignacu Maurerju. Leta 1661 pa mu je Branek, skupaj s podložniki v vaseh Cezanjevci in Grabe tudi prodal. Maurer je med letoma 1655 in 1661 opravljal službo  tajnika  štajerskega  deželnega  glavarja  Janeza  Maksimilijana  grofa  Herbersteina  in  od  leta  1661  službo  tretjega  tajnika  sveta  deželnega  kneza.  Nato  je  od  leta  1666  v  Gradcu  opravljal  službo  vladnega  kanclerja,  leta  1680  je  bil  povišan  v  notranjeavstrijskega dvornega vicekanclerja, leta 1681 pa v tajnega svetnika notranjeavstrijske vlade. Leta 1668 je postal član  štajerskih  deželnih  stanov.  Leta  1671  je  postal  plemič s predikatom pl. Mauerburg na Braneku – auf Mallegg, leta 1684 pa je dobil pravico do baronskega naslova. Tomaž  Ignac  I.  baron  Mauerburg  je  v  glavnem  živel  v  hiši  v  Gradcu  in  v  dvorcu  Sankt  Josef  (Sveti  Jožef )  vzhodno  od  Gradca.  Svojo  graško  hišo  je  razkošno opremil. Na Braneku se je zadrževal občasno in najbrž kratkotrajno. Okoli leta 1675 je Maurer dal glavni stolp gradu Branek prenoviti, nadzidati  in  opremiti z  mogočno  čebulasto  streho. 
Tomaž Ignac I. baron Mauerburg je imel dva sinova, dvojčka Tomaža Ignaca II. in Janeza Jožefa Sajfrida,  ki  sta  se  rodila  leta  1658  in  sta  oba  na  jezuitski  univerzi  v  Gradcu  študirala  filozofijo.  Po  njegovi  smrti leta 1686 je Branek po njegovi volji do leta 1688 pripadel  Tomažu  Ignacu  II.  baronu  Mauerburgu  (†  1693),  ki  je  bil  od  leta  1686  poročen  z  Ano  Marijo  grofico Coronini-Cronberg. Po poroki se je preselil na Branek in tam živel kot zemljiški gospod. V tistem letu, ko je Tomaž Ignac II. baron Mauerburg v starosti približno 35 let umrl, je grad Branek prizadel  požar.
Po smrti Tomaža Ignaca II. barona Mauerburga, ki  je  umrl  pred  3.  avgustom  1693,  je  gradova  Branek in Ljutomer, dvorec Cven ter drugo pripadajočo posest  dedoval  njegov  sin  Jurij  Anton  Ignac  baron  Mauerburg  (1688–1730).  Ker  je  bil  še  otrok  oziroma  mladoleten,  je  Branek  in  drugo  njegovo  posest  od leta 1694 v njegovem imenu upravljal njegov sorodnik Karel Ferdinand Schaffman baron Hemerles(†  1710),  ki  je  bil  najbrž  lastnik  dvorca  Zamošak  v  Zamušanih  pri  Ptuju  in  ki  je  omenjen  tudi  kot  zakupnik gospostev Branek, Cven in Spodnji Ljutomer. V času upravljanja Braneka s strani barona Hemerlesa so širše območje gradu zelo prizadeli madžarski uporniki – kruci –, ki so na območju vzhodne  Štajerske  s  presledki  ropali  in  požigali  od  osemdesetih  let  17.  stoletja  do  leta  1711,  ko  je  bila  vstaja  madžarskega  vodje  Ferenca  II.  Rákóczya  zadušena. Proti koncu leta 1703 so si kruci v bližini gradu Branek postavili manjše taborišče, v katero so do pomladi 1704 spravljali naropani plen. Februarja 1704 so opustošili, oplenili in požgali Ormož z gradom, trg Ljutomer in dvorec Cven ter oplenili Branoslavce  in  številne  druge  vasi  na  širšem  ljutomerskem  območju. Kruci  so  nameravali  požgati  tudi  grad  Branek,  a  so  jim  to  preprečili  vojaki  Leopolda  Ferdinanda grofa Breunerja, ki so ga zavarovali, ko so izvedeli za namero krucev. Branek – enako kakor sosednji grad (Gornji) Ljutomer – v obdobju napadov  krucev  nedvomno  ni  bil  resneje  poškodovan.

### 18. stoletje
Leta 1710 je  Jurij  Anton  Ignac  baron  Mauerburg  po  doseženi  polnoletnosti  postal  polnomočni  lastnik  Braneka  in  druge posesti ter je do leta 1719 z odkupi v svojih rokah združil tudi vse deleže ljutomerskega gospostva. Gospostvi Branek in Ljutomer je nato povezal, sedež uprave  obeh  gospostev  pa  je  bil  od  takrat  na  gradu  Branek. Grad  Branek  je bil na novo  temeljito  prenovljen po letu 1710, ko ga je začel upravljati  Jurij  Anton  Ignac  baron  Mauerburg  in  ko  je dokončno  minila  nevarnost  napadov  krucev. Leta 1716 je Jurij Anton Ignac Baron Mauerburg dal obnoviti že precej poškodovano grajsko kapelo in zanjo priskrbel novo oltarno sliko. Naslednjega leta je kapelo med vizitacijo posvetil sekovski škof Jožef Dominik grof Lamberg. V braneški kapeli sta bila takrat dva oltarja; glavni je bil posvečen Žalostni Materi božji, stranski pa sv. Frančišku Ksaveriju. Grajska kapela je bila v 18. stoletju dokaj velika, saj so zanjo skrbeli posebni braneški grajski duhovniki.
Temeljita prenova gradu Branek je omogočila, da je  prevzel  vlogo  upravnega  središča  združenih  gospostev Branek in Ljutomer in da so leta 1719 vanj z  gradu  (Gornji)  Ljutomer  preselili  tudi  sedež  deželskega sodišča. S  temeljito  visokobaročno  prenovo  se  je  Branek  prelevil iz utrjenega gradu v sodobni neutrjeni dvorec.  Pri  tem  so  odstranili  zunanje  obrambno  obzidje  na  severozahodni,  severovzhodni  in  jugovzhodni  strani.
Baron Jurij Anton Ignac je bil od leta 1713 poročen z Marijo Katarino baronico Adelstein z dvorca Dobrnica blizu Dobrne, ki je umrla leta 1717, nato pa se je  leta  1718  poročil  z  vdovo  Jožefo  Katarino  Elizabeto Frančiško pl. Ruess († 1732), solastnico gradov Lindek, Šalek in Vodriž. Jurij Anton Ignac baron Mauerburg je imel enajst otrok, a preživele so ga samo mladoletne hčere Ana Marija  Cecilija  (1721–1732/1744),  Ana  Eleonora  Šarlota  (1722–1765)  in  Ana  Jožefa  Konstancija  (1727–1767). Umrl je leta 1730 v gradu Branek in pokopali so ga v grobnico v ljutomerski župnijski cerkvi. Po moževi smrti je z gradom Branek in gospostvom ter drugo posestjo upravljala vdova Jožefa Katarina, po njeni smrti 1732 pa je bil do leta 1744 skrbnik posesti in osirotelih mladoletnih baronic Mauerburg Karel Jožef Leopold baron Gabelkoven 1704–1777),  ki  je  bil  mož  njene  sestre  in  gospod  na  Forhteneku,  Šaleku  in  Vodrižu.  Leta  1744  se  je  Ana  Eleonora  Šarlota  baronica  Mauerburg,  ki  se  je  rodila  na  gradu  Branek,  v  tamkajšnji  grajski  kapeli  poročila  s  Francem  I.  Ksaverjem  grofom Codroipom († 1779). Leta 1746 je v zakon  prinesla  gradova  Branek  in  Ljutomer,  dvorec  Babinci,  razrušeni  dvorec  Cven  ter  vso  drugo  posest, ki jo je dedovala po očetu in materi ter dobila z odpovedjo mlajše sestre Ane Jožefe Konstancije. Leta 1765 je Ana Eleonora Šarlota v gradu Branek pri 42 letih umrla in ni zapustila otrok. Pokopali so jo v župnijski cerkvi v Ljutomeru, v grobnici, v katero so leta 1730 položili že njenega očeta. Lastništvo Braneka, Ljutomera, Babincev in Cvena je takrat dokončno prešlo v roke Franca I. Ksaverja grofa Codroipa.
Baročni gradbeni razcvet gradu Branek trajal do začetka druge polovice 18. stoletja in zanj je  bil  po  letu  1732  zaslužen  predvsem  skrbnik  Karel Jožef Leopold baron Gabelkoven (1704–1777). Lastnik Braneka Franc I. Ksaver grof Codroipo se je večinoma zadrževal na svojih furlanskih posestvih in je  braneško-ljutomersko  posest  dajal  v  zakup. Po smrti  žene  Ane  Eleonore  Šarlote,  s  katero  ni  imel  otrok, je leta 1772 sicer postal član štajerskih deželnih  stanov,  a  v  glavnem  je  prebival  v  Jesernicu  pri  Palmanovi, kjer je leta 1779 tudi umrl.
V povezavi z baročno preobrazbo gradu Branek v 18.  stoletju  je  jugovzhodno  od  njega,  v  oddaljenosti  približno  6  km  v  zračni  črti,  v  Ljutomersko-Ormoških goricah, na območju vasi Svetinje, nad cesto proti Jeruzalemu, nastala baročna grajska vinogradniška zidanica, ki stoji na naslovu Svetinje 22 in še dandanes nosi značilno ime Malek.
Leta  1756  je  oskrbnik  na  Braneku  postal  Maksimilijan  Ksaver  Stremnitzer  (1722–1784),  ki  je  bil  rojen Ptujčan in od leta 1747 ljutomerski trški pisar.
Leta  1756  je  oskrbnik  na  Braneku  postal  Maksimilijan  Ksaver  Stremnitzer  (1722–1784),  ki  je  bil  rojen Ptujčan in od leta 1747 ljutomerski trški pisar.

### 19. stoletje
Po  smrti  Franca  I.  Ksaverja  grofa  Codroipa  leta  1779 je njegova gospostva Branek, Ljutomer, Babinci in  Cven  leta  1781  dedoval  mladoletni  Hieronim  I.  grof Codroipo (1760–1840), ki je bil sin Frančevega brata Ludvika († po 1776) in je leta 1781 postal član štajerskih  deželnih  stanov.  Poročen  je  bil  z  Lucijo,  roj.  Arcoloniani  (1768–1856).  Braneško  gospostvo  in drugo podedovano posest v Prlekiji je začel samostojno upravljati leta 1795, pred tem pa jo je upravljal Leopold Kriehuber, ki ga je štajersko ograjno sodišča imenovalo  za  skrbnika  mladoletnega  Hieronima  I.  grofa Codroipa. Branek sta imela medtem od leta 1775 v zakupu Franc Ksaver Kokl oziroma Kockel in njegova žena Marija Ana Katarina, roj. pl. Neupauer (1752–1833).
Od  leta  1807  do  marčne  revolucije  leta  1848  je  bil  na  Braneku  kot  uradnik  in po letu 1833 kot grajski zakupni gospod dr. Ivan Gottweis  (1779–1851).  Po  izbruhu  marčne  revolucije  leta  1848  na  Dunaju  se je Gottweis sicer zbal podložnikov in je 22. aprila z  Braneka  pobegnil  v  Gradec.
Po smrti Hieronima I. grofa Codroipa leta 1840 je pred letom 1843 Branek in vso njegovo drugo posest dedoval  njegov  edini  sin  Franc  II.  Serafin  grof  Codroipo  (1800–1866).  Njegov  sin  Hieronim  II.  grof  Codroipo (1830–1865), ki je bil od leta 1864 poročen  z  Viktorijo  grofico  Colloredo  (1843–po  1895),  je  umrl  še  pred  njim  in  dediščina  je  bila  zato  leta  1868 razdeljena; grad Branek s pripadajočo posestjo je dobil mladoletni vnuk Franca II. Serafina, Hieronim III. grof Codroipo (1862–1912?), nekdanji grad Ljutomer oziroma Dolnji grad s pripadajočo posestjo pa je dobila mladoletna Lucija grofica Codroipo (roj. 1856), ki je bila hči Franca II. Serafina grofa Codroipa in ki se je nato leta 1880 poročila z Giovannijem Andreo grofom Gropplerom pl. Troppenburgom.
Leta 1870 je po močnem deževju na severovzhodni strani zunanje grajske fasade  oziroma  na  vzhodnem  vogalu  gradu  plazovito  spolzela zemlja in posledično se je sesul vzhodni vogalni  del  gradu,  ki  je  nastal  kot  prizidek  v  prvi  tretjini 18. stoletja. Zaradi zelo razmočenega terena so bili  ogroženi  tudi  drugi  deli  grajskega  kompleksa.  Med sanacijo so nato dele grajskega poslopja podrli. V času katastrofe leta 1870 je bil lastnik gradu Hieronim III. grof Codroipo star komaj osem let in je z materjo živel v Furlaniji, za grad pa je bil odgovoren oskrbnik, ki se je najbrž tudi odločil za obsežne rušitve  oziroma  radikalno  zmanjšanje  grajskih  prostorov, ne glede na dotedanjo arhitekturno kakovost celotnega grajskega kompleksa. Grad Branek je v lasti Hieronima III. grofa Codroipa ostal do leta 1903.
Pred letom 1922 je lastnik gradu postal Anton Sonnenwald (ki se je prvotno pisal Bratuša). Usodo  gradu  je  zapečatil  požar,  ki  je  glavni  del  grajskega  poslopja  prizadel  v  noči  z  31.  decembra  1925 na 1. januar 1926. Po pričevanju domačina Franca Slane iz leta 1970 je požar menda namerno podtaknil lastnik gradu Sonnenwald, da bi se polastil visoke zavarovalnine. Lastnik  se  je  po  požaru  obnovi  grajske  stavbe  oziroma  vsaj  pogorelega  dela  strehe  zavestno  odpovedal. Kmalu je poškodovani  grad  prodal  trem  priseljencem  iz  Prekmurja,  ki  so  dokumentirani  samo  s  priimki:  Berden,  Joha  in Miholič. V letu 1926 se je na Braneku tako  zgodila  transformacija  gradu  oziroma  odlične  plemiške  rezidence  v  kmečko  domačijo. 
Leta 2008 je Občina Ljutomer območje z ostanki nekdanjega gradu razglasila za kulturni spomenik lokalnega pomena.